# Liste der Billboard-Chartsongs (1948)
Die Liste der Billboard-Chartsongs (1948) ist eine vollständige Liste der Songs, die sich im Kalenderjahr 1948 in den von Billboard veröffentlichten Charts der USA platzieren konnten.
Bei der Aufstellung ist zu beachten, dass sich in den Billboard-Charts A- und B-Seite eines Tonträgers auch einzeln platzieren konnten; in diesem Fall werden sie in dieser Liste entsprechend separat aufgeführt. Die Angaben zur Anzahl der Wochen sowie der Bestplatzierung entsprechen dem Zeitrahmen des jeweiligen Kalenderjahres und bilden somit nur eine Teilstatistik ab. In diesem Jahr platzierten sich insgesamt 163 Songs.

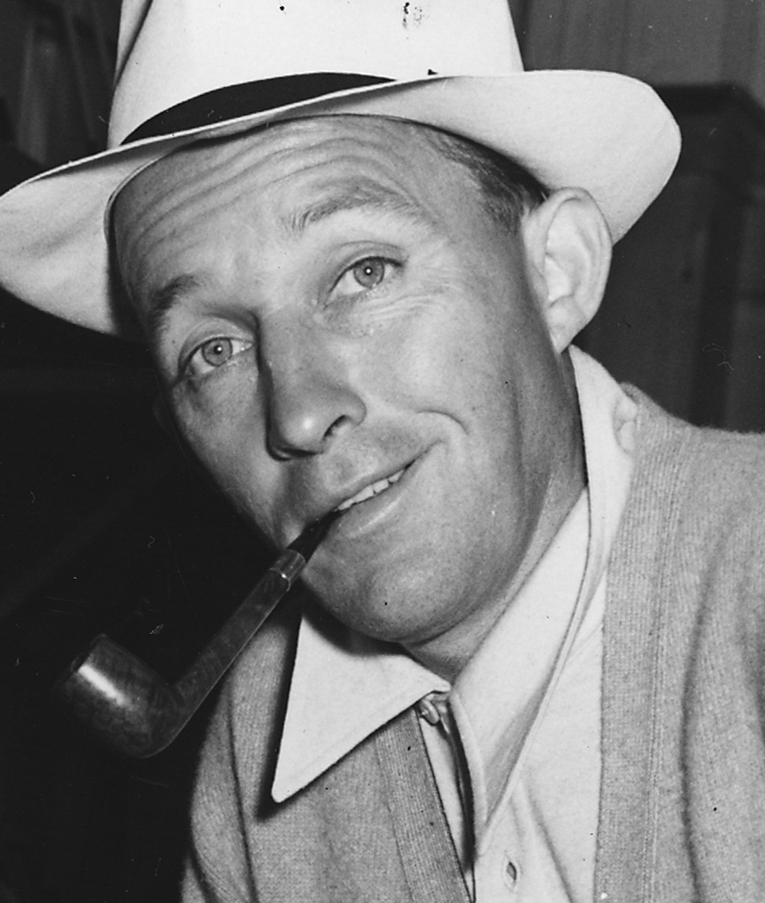
Bing Crosby (1942)

In diesem Jahr gab es das Debüt von Redd Stewart und Pee Wee Kings liebenswürdigem Schlager „Tennesse Waltz“, mit dem Eddie Cochran einen Pop-Hit und Patsy Cline etwas mehr als ein Jahrzehnt später einen Country-Chart-Knaller erzielte. Zu den Lieblingsliedern der Nation in diesem Jahr gehörten Frank Loessers „On a Slow Boat to China“ und „Baby, it’ Cold Outside“, Kim Gannons „I’m be Home for Christmas“, Jay Livingston und Ray Evans’ „Buttons and Bows“, George Morgans „Candy Kisses“ und verschiedene Hits von den Andrews Sisters und Frank Sinatra.
Dank der Vermischung von Amerikanern mit unterschiedlichem ethnischen Hintergrund und aus verschiedenen Landesteilen während des Zweiten Weltkriegs fand 1948 eine neue Art von Musik ihren Weg in die Radiostationen in den Raststätten und Musikautomaten am Straßenrand. Eine Mischung aus weißen und schwarzen Musikformen aus dem Mississippi-Delta mit der Country-Musik, die im ganzen Land verbreitet sind. Als in der unmittelbaren Nachkriegszeit die weiße Popmusik Einzug hielt, wurde Rhythm and Blues zu Rock ’n’ Roll.
Eine der wohl wichtigsten Veränderungen, was die Veränderung des Musikgeschmacks betraf, war ein weiteres Produkt aus dem Jahr 1948, als der kalifornische Instrumentenhersteller Leo Fender die erste in Serie produzierte E-Gitarre herausbrachte. Eine weitere Erfindung von 1948 war die Einführung der 12-Zoll-Langspielplatte durch Ingenieure von Columbia Records. Die größeren und langsamer abspielenden LPs würden schließlich mehr als eine halbe Stunde Musik auf jeder Seite enthalten, genug, um es den Musikern zu ermöglichen, sich über die One-Hit-Wonder-Formel hinaus zu entwickeln. Bald darauf folgte die 45/min-Single, die die klangliche und kulturelle Revolution der Musik vorantrieb.
Zu den größten Hits des Jahres gehörten „Manana“ in der Version von Peggy Lee, „Now Is the Hour“ von Bing Crosby, „A Tree in the Meadow“ (Margaret Whiting), „My Happiness“ (in den Versionen von Jon & Sondra Steele und den Pied Pipers), „You Can't Be True, Dear“ (Ken Griffin und Jerry Wayne), „Little White Lies“ (Dick Haymes) und „You Call Everybody Darlin'“ (Al Trace). Erfolgreich in den US-Charts waren weiterhin Art Mooney, Doris Day, Gordon Jenkins, Vaughn Monroe, das King Cole Trio, Kay Kyser, Gracie Fields, Francis Craig, die Andrews Sisters, Dinah Shore, Art Mooney, Arthur Godfrey, Ella Fitzgerald, Perry Como, Sammy Kaye, Tommy Dorsey, Spike Jones, Frankie Carle und Tex Beneke.

## Tabelle
| Interpret                                                                                       | Titel Autor(en) | Charteinstieg | Wochen | HP | Labelnummer        | Bemerkungen |
| ----------------------------------------------------------------------------------------------- | --- | ------------- | ------ | -- | ------------------ | --- |
| The Andrews Sisters with Billy Ternent & his Orchestra                                          | Underneath The Arches Bud Flanagan                                                                                         | 04.09.1948    | 10     | 10 | Decca 24 940       | B-Seite von You Call Everybody Darling. |
| The Andrews Sisters with Billy Ternent & his Orchestra                                          | You Call Everybody Darling Sam Martin, Ben Trace, Clem Watts                                                               | 04.09.1948    | 9      | 16 | Decca 24 940       | Der Titel (wie auch die B-Seite Underneath the Arches) entstand am 26. Juli 1948 in London, begleitet von Billy Ternents Orchester. |
| The Andrews Sisters with Vic Schoen & his Orchestra                                             | Bella Bella Marie (From Monogram-Picture "Music Man") Gerhard Winkler, Don Pelosi, Leo Towers                              | 20.11.1948    | 2      | 24 | Decca 24 499       | Version des Stückes aus der Monogram-Produktion Music Man; englischsprachige Version des 1943 von Gerhard Winkler komponierten Schlager-Klassikers Capri-Fischer. |
| The Andrews Sisters with Vic Schoen & his Orchestra                                             | Toolie Oolie Doolie (The Yodel Polka) Artur Beul, Vaughn Horton                                                            | 24.04.1948    | 16     | 4  | Decca 24 380       | „Bing Crosby und die Andrews Sisters haben mehrere Jodel-Songs aufgenommen, von denen jeder offenbar ein bisschen hip sein soll. Aber ihre englischsprachige Version, „Toolie Oolie Doolie (Die Jodel-Polka)“, ist kein Jodeln, sondern nur eine Falsett-Vocalese.“ |
| Eddy Arnold & his Tennessee Plowboys                                                            | Bouquet of Roses Steve Nelson, Bob Hilliard                                                                                | 18.09.1948    | 7      | 21 | Victor 20-2806     | Eddy Arnolds Interpretation von Bouquet of Roses, einem von vielen gesungenen Liebeslied, war ein früher Country-Pop-Crossover-Song. |
| Gene Autry with Vocal Group                                                                     | Here Comes Santa Claus (Down Santa Claus Lane) Gene Autry, Oakley Haldeman, Harriett Melka                                 | 27.12.1947    | 5      | 9  | Columbia 37 942    | |
| Blue Barron & his Orchestra, Vocal by Clyde Burke                                               | You Were Only Fooling Larry Fotin, Fred Meadows, William E. Faber                                                          | 24.07.1948    | 13     | 9  | MGM 10 185         | Der Billboard lobte 1948: „Clyde Burkes tief empfundene Stimme zu dieser einfachen Melodie mit altmodischer Ausstrahlung ist ein Hit der Ballade. Die von einem effektiven Posaunenchor unterstrichene Band-Begleitung trägt die sentimentale Stimmung.“ |
| Tex Beneke & his Orchestra                                                                      | St. Louis Blues March W. C. Handy                                                                                          | 17.04.1948    | 17     | 5  | Victor 20-2722     | Eine Aufnahme vom 23. Dezember 1947. In Benekes Orchester spielten Ende 1947 Solisten wie Pete Candoli und John Graas; Arrangeur war hier Norman Leyden. |
| Brother Bones & his Shadows                                                                     | Sweet Georgia Brown Ben Bernie, Maceo Pinkard, Kenneth Casey                                                               | 27.11.1948    | 4      | 18 | Tempo TR 652       | Die Pfeif-Version des Jazzklassikers Sweet Georgia Brown mit der ungewöhnlichen Perkussion auf Kuhrippen von Brother Bones & His Shadows (eigentlich Freeman Davis) wurde drei Jahre später die Erkennungsmelodie der Harlem Globetrotters. |
| Les Brown & his Orchestra                                                                       | I've Got My Love to Keep Me Warm Irving Berlin                                                                             | 25.12.1948    | 1      | 30 | Columbia 38 324    | Version des Songs aus dem Musicalfilm Gehn wir bummeln (On the Avenue (1937), Regie Roy Del Ruth), mit Dick Powell and Alice Faye, die das Lied auch vorstellen. 1948 wurde der Song auch von Hadda Brooks, den Mills Brothers und Kay Starr (mit Buzz Adlam) interpretiert. |
| Frankie Carle & his Orchestra, Vocal Chorus by Marjorie Hughes                                  | Beg Your Pardon Francis Craig, Beasley Smith                                                                               | 07.02.1948    | 9      | 6  | Columbia 38 036    | Den Song hatte Co-Autor Francis Craig mit seiner Band bereits 1947 aufgenommen, gefolgt von Versionen der Dinning Sisters und Larry Green Der Billboard notierte: „Frankie Carle klimperte bei "Beg Your Pardon" für Columbia Records an seiner Tastatur und verhalf dieser Firma [Columbia] zur drittstärksten Umsatz-Position bei den Plattenlabels“. |
| Buddy Clark with Dick Jones & his Orchestra                                                     | Ballerina Bob Russell, Carl Sigman                                                                                         | 10.01.1948    | 4      | 10 | Columbia 38 040    | „Dick Jones 'Band bietet reibungslose musikalische Unterstützung“, schrieb 1947 Radio Daily. |
| Larry Clinton & his Orchestra, Vocal Chorus by Helen Lee & The Dipsy Doodlers                   | The Dickey-Bird Song (From MGM-Picture "Three Daring Daughters") Sammy Fain, Howard Dietz                                  | 05.06.1948    | 2      | 25 | Decca 24 301       | Version des Stückes aus der MGM-Produktion Drei kleine Biester, in dem der Song von Jeanette MacDonald und Jane Powell sowie von Elinor Donahue (Gesangsdouble Jean Garbo) und Ann E. Todd (Gesangsdouble Patt Hyatt) vorgestellt wird. |
| Larry Clinton & his Orchestra, Vocal Chorus by Helen Lee & The Dipsy Doodlers                   | On a Slow Boat to China Frank Loesser                                                                                      | 04.12.1948    | 1      | 27 | Decca 24 482       | Das 1948 veröffentlichte Lied ist ein bekannter Pop- und Jazzstandard, der von vielen Künstlern aufgenommen wurde, darunter ein Duett zwischen Rosemary Clooney und Bing Crosby, Ella Fitzgerald, Charlie Parker, Jimmy Buffett, Fats Domino und Liza Minnelli. |
| Nat King Cole with Frank De Vol & his Orchestra                                                 | Nature Boy Eden Ahbez | 24.04.1948    | 15     | 1  | Capitol 15 054     | |
| Perry Como with Russ Case & his Orchestra                                                       | Because Edward Teschemacher, Guy d’Hardelot                                                                                | 13.03.1948    | 18     | 4  | Victor 20-2653     | Because war die englischsprachige Version eines französischen Lieds von 1902, mit dem Enrico Caruso 1913 erfolgreich war. In den folgenden Jahren nahmen es auch bekannte Tenöre wie Mario Lanza und Jan Peerce auf, 1948 auch das Russ Morgen Orchestra mit dem Sänger Felix Knight. |
| Perry Como with Russ Case & his Orchestra                                                       | Haunted Heart (From Musical Production "Inside U.S.A.") Howard Dietz, Arthur Schwartz                                      | 05.06.1948    | 2      | 23 | Victor 20-2713     | Der Musicalsong wurde 1948 auch von Bing Crosby, Frances Langford, Gordon MacRae, Betty Jane Rhodes, Jo Stafford, Margaret Whiting und Margaret Whiting interpretiert. |
| Perry Como & the Satisfiers with Russ Case & his Orchestra                                      | Rambling Rose Joseph McCarthy, Joe Burke                                                                                   | 31.07.1948    | 14     | 18 | Victor 20-2947     | 1948 auch in den Versionen von Dick Merrick & George Paxton, von Gordon MacRae, The Four Knights, Bob Eberly & Russ Morgen populär. |
| Francis Craig & his Orchestra, Vocal by Bob Lamm                                                | Beg Your Pardon Francis Craig, Beasley Smith                                                                               | 17.01.1948    | 16     | 4  | Bullet 1012        | Francis Craigs Song war 1948 ein Hit für Frankie Carle; auch die Versionen von Dick Farney, Marjorie Hughes, Larry Green und The Dinning Sisters machten ihn populär, |
| Francis Craig & his Orchestra, Vocal by Bob Lamm                                                | Near You Francis Craig, Kermit Goell                                                                                       | 27.12.1947    | 5      | 3  | Bullet 1001        | Im Dezember 1947 auf Platz 1 der Billboard-Liste und die B-Seite von Red Rose. Der Gesang stammte von Bob Lamm. Obwohl dies ein großer Erfolg war, hatte Francis Craig nur eine weitere nationale Hit-Single mit seinem Orchester, Beg Your Pardon, einige Monate nach Near You. |
| Bing Crosby with Ken Darby Singers & John Scott Trotter & his Orchestra                         | White Christmas (1946) Irving Berlin                                                                                       | 27.12.1947    | 5      | 3  | Decca 23 778       | Der Lyriker Carl Sandburg schrieb: „Wenn wir ['White Christmas'] singen, hassen wir niemanden“. |
| Bing Crosby & Carmen Cavallaro at the Piano                                                     | How Soon (Will I Be Seeing You?) Carroll Lucas, Jack Owens                                                                 | 27.12.1947    | 6      | 8  | Decca 24 101       | B-Seite von You Do. How Soon (Will I Be Seeing You?) war 1948 auch in der Fassung von Vaughn Monroe (RCA-Victor) populär. |
| Bing Crosby & Carmen Cavallaro at the Piano                                                     | You Do (From 20th Century-Fox-Picture "Mother Wore Tights") Mack Gordon, Josef Myrow                                       | 27.12.1947    | 2      | 12 | Decca 24 101       | Version des Stückes aus der 20th Century-Fox-Produktion Es begann in Schneiders Opernhaus. |
| Bing Crosby with Fred Waring & the Glee Club                                                    | Whiffenpoof Song Meade Minnigerode, George S. Pomeroy, Tod B. Galloway                                                     | 27.12.1947    | 2      | 11 | Decca 23 990       | Der Sänger Rudy Vallée hatte The Whiffenpoof Song kennengelernt, als er an der Yale University war. Er überarbeitete den Song und schrieb ein neues Piano-Arrangement für ihn. Dennoch war die Leitung der Yale University unglücklich über den Song und wies sein Angebot zurück, Tantiemen zu zahlen. |
| Bing Crosby with The Rhythmaires & John Scott Trotter & his Orchestra                           | Ballerina Carl Sigman, Bob Russell                                                                                         | 17.01.1948    | 6      | 10 | Decca 24 278       | Ballerina, 1948 ein Nummer-eins-Hit für Vaughn Monroe, wurde neben Crosby auch von Dennis Day & Mahlon Merrick, Buddy Clark/Dick Jones (Columbia), Larry Carr/Ray Bloch sowie von Johnny Mercer & Harry James gecovert. |
| Bing Crosby with Ken Darby Choir                                                                | Now Is the Hour (Maori Farewell Song) Maewa Kaihau, Clement Scott, Dorothy Stewart                                         | 31.01.1948    | 23     | 2  | Decca 24 279       | Now Is the Hour wurde ein populäres neuseeländisches Lied, das von den Maoris als Abschiedslied für Besucher unter dem Originaltitel Haere Ra dargeboten wurde. |
| Doris Day with George Siravo & his Orchestra                                                    | It's Magic (From "Romance on the High Seas") Sammy Cahn, Jule Styne                                                        | 17.07.1948    | 21     | 2  | Columbia 38 188    | Version des Stückes aus der Warner Bros.-Produktion Zaubernächte in Rio; die ebenfalls von Doris Day gesungene Filmversion erhielt 1949 eine Oscar-Nominierung für den besten Song. |
| Doris Day & Buddy Clark with Orchestra Accompaniment                                            | My Darling, My Darling (From "Where's Charley?") Frank Loesser                                                             | 20.11.1948    | 6      | 7  | Columbia 38 353    | Version des Stückes aus dem Broadway-Musical Where's Charley? (1948). |
| Doris Day & Buddy Clark with George Siravo & his Orchestra                                      | Confess Bennie Benjamin, George David Weiss                                                                                | 26.06.1948    | 11     | 16 | Columbia 38 174    | B-Seite von Love Somebody. Der Song wurde 1948 auch von Patti Page (Mercury) sowie von Jimmie Valentine & Barbara Brown (Varsity) vorgestellt. |
| Doris Day & Buddy Clark with George Siravo & his Orchestra                                      | Love Somebody Joan Whitney, Alex Kramer                                                                                    | 05.06.1948    | 24     | 6  | Columbia 38 174    | Love Somebody wurde von 1948 auch von Dennis Day in seiner Radioshow, Jane Froman (mit André Kostelanetz) und Eileen Wilson (in Your Hit Parade) gecovert. |
| The Dinning Sisters with the Art Van Damme Quintet                                              | Buttons and Bows (From the Paramount-Picture "Paleface") Jay Livingston, Ray Evans                                         | 30.10.1948    | 9      | 7  | Capitol 15 184     | Version des Stückes aus der Paramount-Produktion Sein Engel mit den zwei Pistolen; die von Bob Hope gesungene Filmversion wurde 1949 mit dem Oscar für den besten Song ausgezeichnet. |
| Tommy Dorsey & his Orchestra, Vocal Refrain by Harry Prime, the Clark Sisters & the Town Criers | Until Jack Fulton, Hunter Kahler, Bob Crosby                                                                               | 11.09.1948    | 16     | 6  | Victor 20-3061     | Harry Prime (1920-2017) war ein Big Band-Sänger, der von Ende der vierziger bis Mitte der fünfziger Jahre auftrat. Prime war Sänger in den Orchestern von Randy Brooks, Tommy Dorsey, Jack Fina und Ralph Flanagan. |
| Jack Emerson with Chet Howard & his Orchestra & Trio                                            | Hair of Gold (From Columbia's "Singin' Spurs") Sunny Skylar                                                                | 11.09.1948    | 5      | 24 | Metrotone 2018     | Version des Stückes aus der Columbia-Produktion Singin' Spurs (1948, Regie Ray Nazarro). |
| The Emile Coté Serenaders, Directed by Bob Evans                                                | Tea Leaves Morty Berk, Frank Capano, Max C. Freedman                                                                       | 17.07.1948    | 1      | 23 | Columbia 38 230    | Die Emile Coté Serenaders waren eine A capella-Vokalgruppe unter Leitung von Bob Evans. |
| Gracie Fields with Phil Green & his Orchestra                                                   | Now Is the Hour (Haere Ra) Clement Scott, Maewa Kaihau                                                                     | 31.01.1948    | 15     | 4  | London 110         | 1945 besuchte die Sängerin Gracie Fields im Rahmen der Truppenbetreuung Neuseeland und hörte den Song bei einem Konzert in Rotorua. |
| Ella Fitzgerald with The Song Spinners                                                          | My Happiness Borney Bergantine, Betty Peterson                                                                             | 19.06.1948    | 21     | 8  | Decca 24 446       | My Happiness war 1948 streikbedingt auch in den Vokal-Versionen von Bing Crosby (Philco Radio Time), Beryl Davis (Your Hit Parade, mit Axel Stordahl), Jon & Sondra Steele (Damon) und The Pied Pipers populär. |
| Betty Garrett with Harold Mooney & his Orchestra                                                | Buttons and Bows (From the Film "Paleface") Jay Livingston, Ray Evans                                                      | 13.11.1948    | 2      | 27 | MGM 10 244         | Version des Stückes aus der Paramount-Produktion Sein Engel mit den zwei Pistolen (1948, Regie Norman Z. McLeod), in dem der Song von Bob Hope vorgestellt wird. |
| Joseph Giardino & the Uptown String Band                                                        | I’m Looking Over a Four Leaf Clover Mort Dixon, Harry MacGregor Woods                                                      | 21.02.1948    | 2      | 11 | Mercury 5100       | Der altmodische Song I'm Looking over a Four Leaf Clover von 1927 erlebte 1948 ein Comeback. |
| Arthur Godfrey with Archie Bleyer & his Orchestra                                               | Too Fat Polka (I Don't Want Her, You Can Have Her, She's Too Fat For Me) Ross MacLean, Arthur Richardson                   | 27.12.1947    | 9      | 2  | Columbia 37 921    | „Er konnte nicht singen, doch seine Aufnahme der Too Fat Polka (‚Ich will sie nicht, du kannst sie haben, sie ist zu fett für mich‘) stieg im November 1947 in die Pop-Charts.“ |
| Arthur Godfrey with Archie Bleyer & The Too Fat Trio Orchestra                                  | Slap 'er Down, Agin, Paw Polly Arnold, Alice Cornett, Eddie Asherman                                                       | 21.02.1948    | 7      | 8  | Capitol 15 208     | |
| Benny Goodman & his Orchestra, Vocal by Al Hendrickson                                          | On a Slow Boat to China Frank Loesser                                                                                      | 20.11.1948    | 6      | 12 | Columbia 38 066    | On a Slow Boat to China, 1947/48 auch von Jo Stafford, Peggy Lee & Bing Crosby, Kurt Edelhagen, Mel Tormé, Buddy Rich, Art Lund, Kay Kyser und Charlie Parker aufgenommen, wurde bald zu einem populären Pop- und Jazzstandard. |
| Larry Green & his Orchestra, Vocal Refrain by Male Quartet                                      | Bella Bella Marie Don Pelosi, Leo Towers, Gerhard Winkler                                                                  | 13.11.1948    | 2      | 21 | Victor 20-3072     | Englischsprachige Version des 1943 von Gerhard Winkler komponierten Schlager-Klassikers Capri-Fischer. |
| Larry Green & his Orchestra, Vocal Refrain by Trio                                              | Beg Your Pardon Francis Craig, Beasley Smith                                                                               | 06.03.1948    | 5      | 8  | Victor 20-2647     | |
| Larry Green & his Orchestra, Vocal Refrain by Trio                                              | Near You Kermit Goell, Francis Craig                                                                                       | 27.12.1947    | 3      | 12 | Victor 20-2421     | Near You war einer der großen Hits des Jahres 1947, in den Charts vertreten in den Versionen von den Andrews Sisters, Francis Craig und Alvino Rey. |
| Ken Griffin at the Organ                                                                        | You Can't Be True, Dear Ken Griffin, Hans Otten                                                                            | 10.07.1948    | 15     | 2  | Rondo R-128        | Ken Griffin (1909–1956), war ein Organist, der mit You Can't Be True, Dear seinen größten Hit hatte. Der ursprünglichen Instrumental-Fassung folgte bald eine Vokalversion mit Jerry Wayne. |
| Ken Griffin at the Organ, Vocal by Jerry Wayne                                                  | You Can't Be True, Dear Ken Griffin, Hal Cotton, Hans Otten                                                                | 10.04.1948    | 22     | 2  | Rondo R-228        | |
| Dick Haymes & the Song Spinners                                                                 | Nature Boy Eden Ahbez | 12.06.1948    | 4      | 16 | Decca 24 439       | B-Seite von You Can't Be True, Dear. |
| Dick Haymes & the Song Spinners                                                                 | You Can't Be True, Dear Hans Otten, Ken Griffin, Hal Cotton                                                                | 05.06.1948    | 13     | 9  | Decca 24 439       | |
| Dick Haymes with Gordon Jenkins & his Orchestra                                                 | It's Magic (From Warner Bros.-Picture "Romance on the High Seas") Jule Styne, Sammy Cahn                                   | 24.07.1948    | 14     | 13 | Decca 23 826       | Version des Stückes aus der Warner Bros.-Produktion Zaubernächte in Rio (1948, Regie Michael Curtiz, Busby Berkeley), in dem der Song von Doris Day vorgestellt wurde. |
| Dick Haymes with Vic Schoen & his Orchestra                                                     | Every Day I Love You (Just a Little Bit More) (From Warner Bros.-Picture "Two Guys from Texas") Jule Styne, Sammy Cahn     | 25.09.1948    | 2      | 24 | Decca 24 457       | Version des Stückes aus der Warner Bros.-Produktion Two Guys from Texas (1948, Regie David Butler), in dem der Song von Dennis Morgan sowie von Jack Carson vorgestellt wurde. |
| Dick Haymes & Four Hits and a Miss with Gordon Jenkins & his Orchestra                          | Little White Lies Walter Donaldson                                                                                         | 10.04.1948    | 23     | 3  | Decca 24 280       | Der Song wurde 1948/49 auch von Martha Davis (Jewel), Betty Jane Rhodes, Dinah Shore, Frank Sinatra und Mel Tormé veröffentlicht. |
| Woody Herman & his Orchestra                                                                    | Civilization (Bongo, Bongo, Bongo) Bob Hilliard, Carl Sigman                                                               | 03.01.1948    | 1      | 15 | Columbia 37 855    | Noch eine weitere Version von Civilization, des großen Hits von 1947/48 von Ray McKinley (Majestic), Louis Prima (RCA Victor), Gordon MacRae, Frank Sinatra, Phil Harris and The Sportsmen Quartet, Smilin’ Jack Smith und den Andrews Sisters & Danny Kaye (Decca). |
| Woody Herman & His Orchestra                                                                    | Sabre Dance (From "Gayne Ballet Suite") Aram Chatschaturjan                                                                | 03.04.1948    | 10     | 7  | Columbia 38 102    | Bei Woody Herman and His Orchestra spielten bei dieser Aufnahme Solisten wie Bernie Glow, Marky Markowitz, Ernie Royal, Shorty Rogers, Earl Swope, Stan Getz, Zoot Sims und Serge Chaloff; Arrangeur war Ralph Burns. |
| Vaughn Horton & His Polka Debs                                                                  | Toolie Oolie Doolie (The Yodel Polka) Vaughn Horton, Artur Beul                                                            | 08.05.1948    | 3      | 11 | Continental C-1223 | Den Song Toolie Oolie Doolie, auch The Yodel Polka genannt, hatte Emery Rozsa aus der Schweiz nach Amerika gebracht; Vaughn Horton, damals musikalischer Leiter bei Continental, schrieb einen englischen Text und nahm ihm mit den Polka Debs auf. |
| Eddy Howard & his Orchestra                                                                     | Now Is The Hour (Maori Farewell Song) Maewa Kaihau, Clement Scott, Dorothy Stewart                                         | 14.02.1948    | 9      | 8  | Majestic 1191      | |
| Eddy Howard & his Orchestra                                                                     | (I'd Love to Get You) On a Slow Boat to China Frank Loesser                                                                | 27.11.1948    | 5      | 13 | Mercury 5210       | |
| Pee Wee Hunt & his Orchestra                                                                    | Twelfth Street Rag Euday L. Bowman                                                                                         | 26.06.1948    | 27     | 1  | Capitol 15 105     | 12 Street Rag war ein klassischer Ragtime- und späterer Jazz-Titel, der seit den 1920ern auch in Versionen von Sidney Bechet und Louis Armstrong bekannt war. Im Zuge des einsetzenden Revival Jazz wurden um die drei Millionen Exemplare von Hunts Version verkauft. |
| The Ink Spots                                                                                   | You Were Only Fooling (While I Was Falling In Love) Larry Fotine, Billy Faber, Fred Meadows                                | 04.12.1948    | 4      | 18 | Decca 24 507       | You Were Only Fooling (While I Was Falling In Love) wurde 1948 auch von Blue Barron und Kay Starr, später von Vic Damone und Connee Francis veröffentlicht. |
| Dick James with Instrumental Trio                                                               | You Can't Be True, Dear Hal Cotton, Gerhard Ebeler, Ken Griffin, Hans Otten                                                | 03.07.1948    | 2      | 19 | Victor 20-2944     | Der gebürtige Richard Leon Isaac Vapnick, Sohn polnischer Einwanderer, begann seine Karriere im Musikgeschäft als Sänger – und als erster britischer Künstler, der 1948 mit You Can't Be True, Dear in die US-Charts einstieg. |
| Gordon Jenkins & his Orchestra, Vocal Chorus by Charles LaVere & Mixed Chorus                   | Maybe You'll Be There Rube Bloom, Sammy Gallop                                                                             | 19.06.1948    | 28     | 3  | Decca 24 403       | Der Song wurde 1948 auch von Louis Armstrong, Count Basie Vic Damone, Billie Holiday, Kay Starr und Mel Tormé interpretiert. |
| Jerry Murad's Harmonicats with Vocal Ensemble                                                   | Hair of Gold Sunny Skylar                                                                                                  | 14.08.1948    | 9      | 22 | Universal U-121    | Jerry Murads Harmonicats waren eine amerikanische Harmonika-Gruppe. Die Band wurde 1947 gegründet. |
| Spike Jones & his City Slickers, Vocal Refrain by George Rock                                   | All I Want for Christmas (Is My Two Front Teeth) Donald Yetter Gardner                                                     | 27.11.1948    | 5      | 2  | Victor 20-3177     | |
| Spike Jones & his City Slickers, Commentary by Doodles Weaver                                   | William Tell Overture Gioachino Rossini                                                                                    | 12.06.1948    | 15     | 6  | Victor 20-2861     | Eine der typischen Musikparodien von Spike Jones, diesmal über die Ouvertüre aus Guillaume Tell von Gioachino Rossini von 1829. |
| Louis Jordan & his Tympany Five, Vocal Chorus by the Calypso Boys                               | Run Joe Joe Willoughby, Louis Jordan, Walt Merrick                                                                         | 03.07.1948    | 1      | 29 | Decca 24 448       | Louis Jordan & his Tympany Five nahmen auch zwei Calypso-Nummern auf, Early in the Morning und Run Joe, die ebenfalls in den Rhythm & Blues Charts erfolgreich waren. |
| Danny Kaye & the Andrews Sisters with the Harmonica Gentlemen                                   | The Woody Woodpecker George Tibbles, Ramey Idriss                                                                          | 17.07.1948    | 3      | 19 | Decca 24 462       | Version des Stückes aus dem Woody Woodpecker-Cartoon Wet Blanket Policy. |
| Danny Kaye & the Andrews Sisters with Vic Schoen & his Orchestra                                | Civilization (Bongo, Bongo, Bongo) Carl Sigman, Bob Hilliard                                                               | 27.12.1947    | 5      | 3  | Decca 23 940       | „Civilization (Bongo, Bongo, Bongo)“, wie von Danny Kaye und (erneut) den Andrews Sisters aufgenommen, ging im November 1947 in die Charts ein und erzählte die Geschichte eines Einheimischen, der sich über die unzivilisierten Lebensweisen derjenigen lustig macht, die in dieser ‚Zivilisation‘ leben. |
| Stan Kenton & his Orchestra, Vocal by June Christy                                              | How High the Moon (From the Stage Production "Two for the Show") Morgan Lewis, Nancy Hamilton                              | 17.07.1948    | 1      | 27 | Capitol 15 117     | Version des Stückes aus der Broadway-Produktion Two for the Show aus dem Jahr 1940. How High the Moon war ab den 40ern ein beliebter Jazzstandard und wurde 1948 auch von Louis Armstrong, Count Basie, Tex Beneke, Duke Ellington, Lionel Hampton, Louis Jordan, Charlie Parker und Lester Young gespielt. |
| Evelyn Knight with Mannie Klein & his Orchestra                                                 | Buttons and Bows (From Paramount-Picture "The Paleface") Jay Livingston, Ray Evans                                         | 20.11.1948    | 2      | 24 | Decca 24 489       | Version des Stückes aus der Paramount-Produktion Sein Engel mit den zwei Pistolen. |
| Evelyn Knight & the Stardusters                                                                 | A Little Bird Told Me Harvey O. Brooks                                                                                     | 20.11.1948    | 6      | 4  | Decca 24 514       | Damon Runyon beschrieb Knight in einer seiner Zeitungskolumnen als „ein geschmeidiges blondes Mädchen mit einer sanften kleinen Stimme und einem Gesicht, das die Mutter gerne zu sich nach Hause gebracht hätte.“ |
| Evelyn Knight & the Stardusters                                                                 | Brush Those Tears From Your Eyes Oakley Haldeman, Clem Watts, Jimmy Lee                                                    | 04.12.1948    | 1      | 24 | Decca 24 514       | B-Seite von A Little Bird Told Me. |
| Evelyn Knight & the Stardusters                                                                 | Powder Your Face with Sunshine (Smile! Smile! Smile!) Carmen Lombardo, Stanley Rochinski                                   | 25.12.1948    | 1      | 16 | Decca 24 530       | Der Song war 1948/49 auch in der Duoversion von Doris Day & Buddy Clark, sowie von Perry Como, Jo Stafford, Danny Kaye und Dean Marin populär. |
| Kay Kyser & his Orchestra, Vocal Chorus by Gloria Wood                                          | Woody Woodpecker George Tibbles, Ramey Idriss                                                                              | 05.06.1948    | 15     | 1  | Columbia 38 197    | The Woody Woodpecker Song erhielt eine Oscarnominierung für den Besten Song und blieb 1948 in der Version von Kay Kyser and His Orchestra, gesungen von Gloria Wood für sechs Wochen auf Platz eins der Charts. Das Lied wurde als Titelmusik für die Woody-Woodpecker-Reihe übernommen. Das Kennzeichen des Liedes ist das keckernde Lachen von Woody Woodpecker.                                                                                                |
| Kay Kyser & his Orchestra, Vocal Chorus by Harry Babbitt & the Campus Kids                      | Serenade of the Bells Kay Twomey, Al Goodhart, Al Urbano                                                                   | 03.01.1948    | 1      | 13 | Columbia 37 956    | Serenade of the Bells wurde 1947/48 auch von Gene Autry, Sammy Kaye & Don Cornell, Tony Martin und Jo Stafford gevovert. |
| Kay Kyser & his Orchestra, Vocal Chorus by Harry Babbitt & Gloria Wood                          | On a Slow Boat to China Frank Loesser                                                                                      | 23.10.1948    | 10     | 2  | Columbia 38 301    | |
| Frankie Laine with Carl Fischer & his Orchestra                                                 | Ah, But It Happens Walter Kent, William Dunham                                                                             | 21.08.1948    | 1      | 21 | Mercury 5158       | Der Song wurde 1948 auch von Carmen Cavallaro & Al Cernik, Denny Dennis und Harry James gecovert. |
| Frankie Laine with Carl Fischer & his Orchestra                                                 | Shine Les Brown, Fort Dabney, Cecil Mack                                                                                   | 20.03.1948    | 7      | 12 | Mercury 5091       | |
| Frankie Laine with Carl Fischer & his Orchestra                                                 | You're All I Want for Christmas Seger Ellis, Glen Moore                                                                    | 18.12.1948    | 2      | 26 | Mercury 5177       | Bobby Timmons und Don Patterson reaktivierten den Song 1964 für ihre beiden Prestige-Produktionen mit den gleichlautenden Titel Holiday Soul. |
| Jack Lathrop & the Drugstore Cowboys                                                            | You Call Everybody Darling Sam Martin, Ben Trace, Clem Watts                                                               | 25.09.1948    | 2      | 27 | Victor 20-3109     | Lathrop war früher Gitarrist und gelegentlicher Sänger der Glenn Miller-Band. Er gab während des zweiten Recording ban den Einstieg von RCA in den Kampf gegen Al Traces Nummer-eins-Hit. |
| John Laurenz with Orchestral Accompaniment                                                      | A Tree in the Meadow Billy Reid                                                                                            | 25.09.1948    | 1      | 28 | Mercury 5148       | Von 1947 bis 1949 hatte er unglaubliche 23 Veröffentlichungen auf Mercury, darunter ‚Red Roses for a Blue Lady‘, ‚Sweet and Lovely‘, ‚Careless Hands‘, ‚These Foolish Things (Remind Me of You)‘ und ‚Nature Boy‘. John Laurenz war von 1943 bis 1950 in elf Filmen zu sehen, hauptsächlich in Westernfilmen, in denen er den Side-Kick des Guten spielte. |
| Peggy Lee with Dave Barbour & his Orchestra                                                     | Golden Earrings (From the Paramount-Picture "Golden Earrings") Jay Livingston, Ray Evans, Victor Young                     | 27.12.1947    | 12     | 2  | Capitol 15 009     | Version des Stückes aus der Paramount-Produktion Golden Earrings (1947, Regie Mitchell Leisen), in dem der Song von Murvyn Vye vorgestellt wird. |
| Peggy Lee with Dave Barbour & The Brazilians                                                    | Mañana (Is Soon Enough for Me) Dave Barbour, Peggy Lee                                                                     | 31.01.1948    | 21     | 1  | Capitol 15 022     | The Brazilians war eine Gruppe von Musikern unter der Leitung von Dave Barbour, die aus der Begleitband von Carmen Miranda stammten. Peggy Lee singt „[...] eine politisch inkorrekte Parodie, die mit einem vagen mexikanischen Akzent vorgetragen wurde.“ |
| Monica Lewis & the Ames Brothers with the Mary Osborne Trio                                     | A Tree in the Meadow Billy Reid                                                                                            | 21.08.1948    | 1      | 22 | Decca 24 411       | |
| Guy Lombardo & his Royal Canadians, Vocal Chorus by the Lombardo Trio                           | I'm My Own Grandpaw Dwight Latham, Moe Jaffe                                                                               | 31.01.1948    | 3      | 10 | Decca 24 288       | |
| Joe Loss & his Orchestra, Vocal Refrain by Howard Jones                                         | A Tree in the Meadow Billy Reid                                                                                            | 18.09.1948    | 1      | 30 | Victor 20-2965     | Eine weitere Coverversion des Song, den 1948 auch Bing Crosby, Gordon MacRae, Dinah Shore und Margaret Whiting vorlegten. |
| Art Lund with Johnny Thompson & his Orchestra                                                   | On a Slow Boat to China Frank Loesser                                                                                      | 13.11.1948    | 7      | 13 | MGM 10 269         | |
| Vera Lynn with Male Voice Choir & Bob Farnon & his Orchestra                                    | You Can't Be True, Dear Hal Cotton, Ken Griffin                                                                            | 29.05.1948    | 7      | 14 | London 202         | „Du kannst nicht treu sein“ von Hans Otten und Gerhard Ebeler nahmen die Metropol-Vokalisten 1935 auf. daraus wurde You Can't Be True, Dear; der Song wurde 1948 neben Ken Griffin (mit Jerry Wayne), der den englischen Text schrieb, auch von Dick James, Will Glahé (beide RCA-Victor), Dick Haymes (a cappella), The Sportmen (Capitol) und Patti Page vorgestellt.                                                                                           |
| Gordon MacRae with Carlyle Hall & his Orchestra                                                 | It's Magic (From the Warner Bros.-Picture "Romance on the High Seas") Jule Styne, Sammy Cahn                               | 07.08.1948    | 9      | 20 | Capitol 15 072     | Version des Stückes aus der Warner Bros.-Produktion Zaubernächte in Rio. Der Doris-Day-Hit wurde 1948 auch von Sarah Vaughan gecovert. |
| Gordon MacRae & The Starlighters with Vocal Accompaniment                                       | Hair of Gold, Eyes of Blue (From the Columbia-Picture "Singin' Spurs") Sunny Skylar                                        | 28.08.1948    | 14     | 10 | Capitol 15 178     | Version des Stückes aus der Columbia-Produktion Singin' Spurs. |
| Gordon MacRae & The Starlighters with Vocal Accompaniment                                       | Rambling Rose Joseph McCarthy, Joe Burke                                                                                   | 23.10.1948    | 1      | 27 | Capitol 15 178     | B-Seite von Hair of Gold, Eyes of Blue. Rambling Rose of the Wlldwood war mit der A cappella Begleitung ein weiterer Song, der unter den Bedingungen des zweiten Aufnahmestreiks entstand. |
| The Marlin Sisters, accompanied by the Columbians                                               | My Happiness Betty Peterson, Borney Bergantine                                                                             | 24.07.1948    | 3      | 24 | Columbia 38 127    | Die Markin Sisters gingen aus der Familie jüdisch-amerikanische Familie Malavsky hervor, die in der ganzen jüdischen Welt in Konzerten mit Kantorialmusik und jüdischer Volksmusik auftrat. Der Vater der Familie, Samuel Malavsky (1894–1985), ein bekannter Kantor und Komponist, war oft der Solist, begleitet von seinen vier Töchtern und zwei Söhnen. |
| The Marlin Sisters, accompanied by the Columbians                                               | Toolie Oolie Doolie (The Yodel Polka) Vaughn Horton, Artur Beul                                                            | 26.06.1948    | 1      | 30 | Columbia 38 211    | Neben Lou Preager (Columbia), den Harmony Sisters (Cupol) und Vaughn Harton (Continental) eine weitere Version des Lieds, mit dem die Andrews Sisters zeitgleich in den Charts erfolgreich waren. |
| The Marlin Sisters with Eddie Fisher, accompanied by the Columbians                             | You Can't Be True, Dear Gerhard Ebeler, Hal Cotton, Hans Otten, Ken Griffin                                                | 12.06.1948    | 4      | 19 | Columbia 38 211    | B-Seite von Toolie Oolie Doolie (The Yodel Polka). |
| Freddy Martin & his Orchestra feat. Barclay Allen, Piano                                        | Sabre Dance Boogie (From the "Gayne Ballet") Aram Chatschaturjan                                                           | 03.04.1948    | 11     | 6  | Victor 20-2721     | Populäre Version des Säbeltanz aus dem Ballett Gayaneh des sowjetisch-armenischen Komponisten Aram Chatschaturjan. |
| Freddy Martin & his Orchestra, Vocal Refrain by Glenn Hughes & The Martin Men                   | The Dickey-Bird Song (From the MGM-Film "Three Daring Daughters") Howard Dietz, Sammy Fain                                 | 08.05.1948    | 11     | 5  | Victor 20-2617     | Version des Stückes aus der MGM-Produktion Drei kleine Biester (1948, Regie Fred M. Wilcox), in dem der Song von Jeanette MacDonald und Jane Powell sowie von Elinor Donahue (mittels ihres Gesangsdoubles Jean Garbo) und Ann E. Todd (Gesangsdouble Patt Hyatt) vorgestellt wird. |
| Freddy Martin & his Orchestra, Vocal Refrain by Glenn Hughes & The Martin Men                   | On a Slow Boat to China Frank Loesser                                                                                      | 06.11.1948    | 8      | 5  | Victor 20-3123     | |
| Tony Martin with Earle Hagen & his Orchestra                                                    | For Every Man There's a Woman (Featured in Film "Casbah") Leo Robin, Harold Arlen                                          | 12.06.1948    | 1      | 30 | Victor 20-2689     | Aus der Universal-Produktion Casbah – Verbotene Gassen; die Produktion erhielt 1949 eine Oscarnominierung für den besten Song. |
| Tony Martin with Earle Hagen & his Orchestra                                                    | It's Magic (From the Film "Romance on the High Seas") Sammy Cahn, Jule Styne                                               | 07.08.1948    | 13     | 12 | Victor 20-2862     | Version des Stückes aus der Warner Bros.-Produktion Zaubernächte in Rio, mit dem Doris Day (mit George Siravo & his Orchestra) in diesem Jahr erfolgreich war. |
| Ray McKinley & his Orchestra                                                                    | Civilization (Bongo, Bongo, Bongo) Bob Hilliard, Carl Sigman                                                               | 03.01.1948    | 1      | 14 | Majestic 7274      | |
| Ray McKinley & his Orchestra, Vocal Refrain by Marcy Lutes                                      | For Heaven's Sake Donald Meyer, Elise Bratton, Sherman Edwards                                                             | 06.11.1948    | 1      | 25 | Victor 20-2913     | B-Seite von You Came a Long Way (From St. Louis). |
| Ray McKinley & Some of the Boys                                                                 | You Came a Long Way (From St. Louis) Bob Russell, John Benson Brooks                                                       | 07.08.1948    | 16     | 23 | Victor 20-2913     | Mit Johnny Gray (Gitarre), John Potoker (Piano), John Chance (Bass) und Paul Kashishian (Schlagzeug). Der Song wurde 1948 auch von Bing Crosby & Peggy Lee in Philco Radio Time vorgestellt. |
| The Mills Brothers                                                                              | Gloria Leon René | 04.12.1948    | 3      | 29 | Decca 24 509       | |
| Carmen Miranda & the Andrews Sisters with Vic Schoen & his Orchestra                            | Cuanto la gusta (From MGM-Picture "A Date With Judy") Gabriel Ruiz, Ray Gilbert                                            | 30.10.1948    | 9      | 12 | Decca 24 479       | Version des Stückes aus der MGM-Produktion Wirbel um Judy; in der Filmversion sang Carmen Miranda unter Orchesterbegleitung von Xavier Cugat. |
| Vaughn Monroe & his Orchestra                                                                   | Ballerina (Dance, Ballerina, Dance) Bob Russell, Carl Sigman                                                               | 27.12.1947    | 14     | 1  | Victor 20-2433     | Der Song, ein Millionenhit für Monroe, gelang 1947/48 auch in den Versionen von Buddy Clark, Bing Crosby und von Jimmy Dorsey and his Orchestra in die Charts; 1957 war Nat King Cole mit Ballerina erneut erfolgreich. |
| Vaughn Monroe & his Orchestra, Vocal Refrain by the Moon Maids                                  | Every Day I Love You (Just a Little Bit More) (From the Warner Bros.-Film "Two Guys from Texas") Sammy Cahn, Jule Styne    | 30.10.1948    | 1      | 22 | Victor 20-2523     | Version des Stückes aus der Warner Bros.-Produktion Two Guys from Texas. Der Song wurde 1948 auch von Dick Haymes, Johnny Frank (Varsity) und Jo Stafford (mit Paul Weston Orchestra, Capitol) gecovert. |
| Vaughn Monroe & his Orchestra, Vocal Refrain by the Moon Maids                                  | How Soon? (Will I Be Seeing You) Jack Owens, Carroll Lucas                                                                 | 27.12.1947    | 8      | 5  | Victor 20-2523     | Owens’ sentimentaler Song How Soon wurde 1947 auch von Bing Crosby, Larry Clinton, Vaughn Monroe und Dinah Shore gecovert. |
| Vaughn Monroe & his Orchestra, Vocal Refrain by the Moon Maids                                  | I Wish I Didn't Love You So (From the Paramount-Picture "Perils Of Pauline") Frank Loesser                                 | 27.12.1947    | 1      | 13 | Victor 20-2294     | Version des Stückes aus der Paramount-Produktion Pauline, laß das Küssen sein (1947, Regie George Marshall), in dem der Song von Betty Hutton vorgestellt wird. |
| Vaughn Monroe & his Orchestra, Vocal Refrain by the Moon Maids                                  | You Do (From the 20th Century-Fox-Picture "Mother Wore Tights") Mack Gordon, Josef Myrow                                   | 27.12.1947    | 1      | 11 | Victor 20-2361     | B-Seite von Kokomo, Indiana; Version des Stückes aus der 20th Century-Fox-Produktion Es begann in Schneiders Opernhaus (1947), in dem der Song von Dan Dailey (mit Chor), von Betty Grable (mit Quartett) und von Mona Freeman (vertreten durch ihr Gesangsdouble Imogene Lynn) vorgestellt wird. |
| Vaughn Monroe & his Orchestra, Vocal Refrain by Ziggy Talent                                    | The Maharajah of Magador Tinker Cunningham, Frank L. Ryerson, Vaughan Moore                                                | 26.06.1948    | 9      | 19 | Victor 20-2851     | Der exotische Novelty Song im Calypso-Tempo wurde von Monroes Saxophonisten vorgetragen, der den ungewöhnlichen Nwmen Ziggy Talent hatte. |
| Vaughn Monroe & his Orchestra, Vocal Refrain by the Sons of the Pioneers                        | Cool Water Bob Nolan | 14.08.1948    | 13     | 9  | Victor 20-2923     | 1936 von Bob Nolan geschrieben, wurde dieser mittlerweile klassische Western-Song 1941 von seiner Gruppe The Sons of the Pioneers für das Decca-Label aufgenommen. |
| Art Mooney & his Orchestra                                                                      | Baby Face Benny Davis, Harry Akst                                                                                          | 03.04.1948    | 14     | 5  | MGM 10 156         | Ursprünglich ein Hit im Jahr 1926 für Jan Garber, Ben Selvin und für Smilin’ Jack Smith & The Ipana Troubadors. Mit dem Hit-Remakes 1948 waren auch Sammy Kaye und Henry King erfolgreich, 1958 auch Little Richard. |
| Art Mooney & his Orchestra (Banjo: Mike Pignatore)                                              | I’m Looking Over a Four Leaf Clover Harry MacGregor Woods, Mort Dixon                                                      | 24.01.1948    | 16     | 1  | MGM 10 119         | 1948 der erste große Erfolg von Art Mooney.Der Song aus Jahr 1927 war damals ein Hit für Nick Lucas (#2), für Ben Bernie (#3) und für Jean Goldkette (#10). Der Song erlebte 1948 eine bedeutende Wiederbelebung, als er nicht nur für Art Mooney, sondern auch für Russ Morgan, Alvino Rey, The Three Suns, Uptown String Band und Arthur Godfrey. |
| Art Mooney & his Orchestra, Vocal by Bud Brees & The Galli Sisters                              | Bluebird of Happiness Edward Heyman, Harry Parr-Davies, Sandor Harmati                                                     | 03.07.1948    | 22     | 9  | MGM 10 207         | Bluebird of Happiness wurde 1948 auch von Jo Stafford & Gordon MacRae (streikbedingt mit Chor), Gracie Fields, Dennis Day sowie von dem Tenor Jan Peerce (mit Sylvan Levin) interpretiert. |
| Russ Morgan & his Orchestra                                                                     | So Tired Russ Morgan, Jack Stuart                                                                                          | 27.11.1948    | 4      | 18 | Decca 24 449       | Russ Morgan, der eine jener typischen „Mickey Mouse“ Sweet-Bands gegründet hatte, gelang mit So Tired (mit gedämpfter Posaune und seinem eigenen Gesang), ein Bestseller für Brunswick. |
| Russ Morgan with Milt Herth at the Organ, Vocal Chorus by the Ames Brothers & the Ensemble      | I’m Looking Over a Four Leaf Clover Harry MacGregor Woods, Mort Dixon                                                      | 21.02.1948    | 9      | 7  | Decca 24 319       | Einer der großen Hits des Jahres 1948; der Song von 1927 wurde auch von Art Mooney, dem Billy Mills Orchestra, der Uptown String Band und The Three Suns (mit Artie Dunn) interpretiert. |
| Ray Noble & his Orchestra with Buddy Clark                                                      | I’ll Dance at Your Wedding Herbert Magidson, Ben Oakland                                                                   | 27.12.1947    | 8      | 3  | Columbia 37 967    | I’ll Dance at Your Wedding wurde 1947/48 auch von Peggy Lee & Dave Barbour, Bing Crosby and The Rhythmaires und von Jeanie Leitt & Billy Kyle Quartet aufgenommen. |
| Jack Owens with Eddie Ballantine & his Orchestra                                                | How Soon (Will I Be Seeing You) Jack Owens, Carroll Lucas                                                                  | 27.12.1947    | 7      | 6  | Tower 1258         | Der Singer-Songwriter und Pianist Jack Owens (1912-1982) war in den USA vor allem als Star (The Cruising Crooner) der langjährigen Rundfunkshow Don McNeil's Breakfast Club bekannt. |
| Patti Page & the George Barnes Trio                                                             | Confess Bennie Benjamin, George David Weiss                                                                                | 10.07.1948    | 6      | 20 | Mercury 5129       | |
| Jan Peerce with Sylvan Levin & the RCA Victor Orchestra                                         | Bluebird of Happiness Sandor Harmati, Edward Heyman, Harry Parr-Davies                                                     | 02.10.1948    | 2      | 23 | Victor 11-9007     | Die bereits 1945 veröffentlichte Single kam im Zuge des Erfolges weiterer jüngerer Versionen von Bluebird of Happiness in die Charts. |
| The Pied Pipers                                                                                 | My Happiness Betty Peterson, Borney Bergantine                                                                             | 05.06.1948    | 25     | 4  | Capitol 15 094     | |
| Louis Prima & his Orchestra                                                                     | Civilization (Bongo, Bongo, Bongo) Bob Hilliard, Carl Sigman                                                               | 27.12.1947    | 4      | 8  | Victor 20-2400     | Civilization, ein Song des Traditionellen Pop, wurde 1947 durch das Broadway-Musical Angel in the Wings bekannt, in dem es von Elaine Stritch gesungen wurde. Bekannt war das Lied auch als Bongo, Bongo, Bongo (I Don't Want to Leave the Congo), der ersten Strophe des Refrains. Der Titel der Sheet Music war Civilization (Bongo, Bongo, Bongo). |
| Primo Scala's Banjo & Accordion Orchestra with the Keynotes                                     | Underneath the Arches Bud Flanagan                                                                                         | 14.08.1948    | 16     | 6  | London 238         | Hinter dem Pseudonym Primo Scala verbarg sich der britische Bandleader und Komponist Harry Bidgood ( 1898-1957). |
| Henri René & his Musette Orchestra, Vocal Refrain by the Three-O-Niners                         | Toolie Oolie Doolie (The Yodel Polka) Vaughn Horton, Artur Beul                                                            | 19.06.1948    | 1      | 30 | Victor 25-1114     | |
| Betty Rhodes with Harry Zimmerman & his Orchestra                                               | Buttons and Bows (From the Paramount-Film "Paleface") Jay Livingston, Ray Evans                                            | 20.11.1948    | 4      | 22 | Victor 20-3078     | Version des Stückes aus der Paramount-Produktion Sein Engel mit den zwei Pistolen (1948, Regie Norman Z. McLeod), in dem der Song von Bob Hope vorgestellt wird. Betty Jane Rhodes (zu sehen in Sweater Girl 1942, als sie „I Said No“ und „I Don't Want to Walk Without You“ sang), ließ dann den zweiten Vornamen für ihre RCA Victor-Aufnahmen fallen. „Buttons and Bows“ erreichte die Charts, gefolgt von Versionen von Dinah Shore und den Dinning Sisters. |
| Carson Robison with his Pleasant Valley Boys                                                    | Life Gits Tee-Jus, Don't It Carson Robison                                                                                 | 02.10.1948    | 9      | 14 | MGM 10 224         | Ab Mitte der 1920er-Jahre umfasste Robisons Karriere als bedeutender früher Country-Folk-Künstler und Komponist mehr als 30 Jahre Aufnahme, Radioauftritte und Tourneen. Der kommerziell erfolgreiche Höhepunkt seiner späteren Jahre war dieser Novelty Song, auf #3 der Country-Charts. |
| Andy Russell & the Pied Pipers with Vocal Accompaniment                                         | Underneath the Arches Bud Flanagan, Joseph McCarthy                                                                        | 09.10.1948    | 5      | 21 | Capitol 15 183     | Die Produktion unter dem Tecotrding ban von „Underneath The Arches“, einem Song-Hit von Jack Payne aus dem Jahr 1933, wurde 1948 in den USA durch die Aufnahme von Primo Scala wiederbelebt, der auch von den Andrews Sisters vorgelegt wurde. |
| Dinah Shore with Harry Zimmerman & his Orchestra                                                | Lavender Blue (Dilly Dilly) (From Walt Disney's "So Dear to My Heart") Larry Morey, Eliot Daniel                           | 18.12.1948    | 1      | 30 | Capitol 38 299     | Version des Stückes aus der Walt-Disney-Produktion So Dear to My Heart; der Song basiert auf einem englischen Folksong, dessen früheste Fassung erstmals zwischen 1672 und 1685 abgedruckt wurde. |
| Dinah Shore with Sonny Burke & his Orchestra                                                    | How Soon (Will I Be Seeing You) Jack Owens, Carroll Lucas                                                                  | 03.01.1948    | 1      | 14 | Capitol 37 952     | |
| Dinah Shore with Rhythm Accompaniment                                                           | Little White Lies Walter Donaldson                                                                                         | 03.07.1948    | 1      | 28 | Capitol 38 114     | |
| Dinah Shore & her Happy Valley Boys                                                             | Buttons and Bows (From "Paleface") Jay Livingston, Ray Evans                                                               | 25.09.1948    | 14     | 1  | Capitol 38 284     | Version des Stückes aus der Paramount-Produktion Sein Engel mit den zwei Pistolen. |
| Frank Sinatra with the Jeff Alexander Choir                                                     | Nature Boy Eden Ahbez | 05.06.1948    | 4      | 18 | Capitol 38 210     | |
| Jack Smith with the Clark Sisters & Frank De Vol & his Orchestra                                | Civilization (Bongo, Bongo, Bongo) Bob Hilliard, Carl Sigman                                                               | 03.01.1948    | 2      | 14 | Capitol 465        | |
| Jack Smith & the Clark Sisters with Vocal Accompaniment                                         | Baby Face Benny Davis, Harry Akst                                                                                          | 12.06.1948    | 3      | 19 | Capitol 15 078     | Baby Face war 1948 auch in den Versionen von Joseph Giardino's Uptown String Band, Sammy Kaye, Butch Stone und Art Mooney populär. |
| Jack Smith & the Clark Sisters with Vocal Accompaniment                                         | Cuanto le gusta (La Parranda) Gabriel Ruiz, Ray Gilbert                                                                    | 25.12.1948    | 1      | 25 | Capitol 15 280     | |
| Jack Smith & the Clark Sisters with Vocal Accompaniment                                         | Tea Leaves Morty Berk, Frank Capano, Max C. Freedman                                                                       | 19.06.1948    | 1      | 26 | Capitol 15 102     | Auch Ella Fitzgerald, begleitet von The Song Spinners, nahm den Song für Decca auf. |
| Jack Smith & the Clark Sisters with Vocal Accompaniment                                         | You Call Everybody Darling Sam Martin, Ben Trace, Clem Watts                                                               | 21.08.1948    | 9      | 13 | Capitol 15 156     | Ein weiterer Song im Jahr des Aufnahmeverbots, bei dem nur von der Gewerkschaft zugelassene Musikinstrumente wie die Mundharmonika verwendet wurden. |
| Charlie Spivak & his Orchestra, Vocal Refrain by Tommy Mercer                                   | Now Is the Hour (Maori Farewell Song) Maewa Kaihau, Clement Scott, Dorothy Stewart                                         | 27.03.1948    | 1      | 14 | Victor 20-2704     | |
| The Sportsmen                                                                                   | Toolie Oolie Doolie (the Yodel Polka) Vaughn Horton, Artur Beul                                                            | 12.06.1948    | 6      | 20 | Capitol 15 077     | |
| The Sportsmen                                                                                   | You Can´t Be True, Dear Ken Griffin, Hans Otten, Gerhard Ebeler, Hal Cotton                                                | 05.06.1948    | 13     | 11 | Capitol 15 077     | B-Seite von Toolie Oolie Doolie (the Yodel Polka). |
| The Sportsmen & Mel Blanc & his Original Woody Woodpecker Voice                                 | Woody Woodpecker (From the Walter Lantz Cartoons) George Tibbles, Ramey Idriss                                             | 17.07.1948    | 9      | 2  | Capitol 15 145     | Mel Blanc war 1940/41 die Stimme von Woody Woodpecker in den gleichnamigen Zeichentrickfilmen. |
| Jo Stafford & Gordon MacRae with Male Choir                                                     | Bluebird of Happiness Sandor Harmati, Edward Heyman, Harry Parr-Davies                                                     | 30.10.1948    | 3      | 16 | Capitol 15 207     | B-Seite von Say Something Sweet to Your Sweetheart. |
| Jo Stafford & Gordon MacRae with the Starlighters                                               | Say Something Sweet to Your Sweetheart Sid Tepper, Roy Brodsky                                                             | 23.10.1948    | 6      | 20 | Capitol 15 207     | Diese streikbedingte A Cappella Aufnahme führte zu kleinen Scherzen bezüglich des Musikerstreiks, die verschlagen in dieses spielerische Arrangement eingefügt wurden, der Kommentar um 1:18, und das Vier-Ton-Ukulelen-Spiel am Ende. |
| Jo Stafford, Gordon MacRae & the Starlighters with Orchestra                                    | My Darling, My Darling (From the New York Musical "Where's Charley?") Frank Loesser                                        | 13.11.1948    | 7      | 3  | Capitol 15 270     | Version des Stückes aus dem Broadway-Musical Where's Charley? (1948). |
| Jo Stafford with Paul Weston & his Orchestra                                                    | Ev'ry Day I Love You (Just A Little Bit More) (From the Warner Bros.-Picture "Two Guys From Texas") Jule Styne, Sammy Cahn | 06.11.1948    | 1      | 29 | Capitol 15 139     | Version des Stückes aus der Warner Bros.-Produktion Two Guys from Texas (1948, Regie David Butler), in dem der Song sowohl von Dennis Morgan als auch von Jack Carson vorgestellt wird. |
| Jo Stafford & Chorus with Paul Weston & his Orchestra                                           | Serenade of the Bells Kay Twomey, Al Goodhart, Alfred Urbano                                                               | 27.12.1947    | 8      | 6  | Capitol 15 007     | Die sentimentale Ballade nahmen neben Stafford auch Gene Autry, Tony Martin, Frank Sinatra sowie Sammy Kaye & Don Cornell auf. |
| Kay Starr with Orchestra                                                                        | You Were Only Fooling (While I Was Falling In Love) Larry Fotine, Billy Faber, Fred Meadows                                | 18.12.1948    | 1      | 25 | Capitol 15 226     | You Were Only Fooling wurde 1948 auch von Blue Barron & His Orchestra und The Ink Spots, später von Connie Francis und Vic Damone eingespielt. |
| Jon & Sondra Steele                                                                             | My Happiness Betty Peterson, Borney Bergantine                                                                             | 15.05.1948    | 27     | 3  | Damon D-11 133     | Das Paar Jon und Sondra Steele war ein Club-Act aus Hollywood, dessen Independent-Label-Aufnahme „My Happiness“, einem Song von 1933, zu einem der denkwürdigsten Hits des Jahres 1948 wurde. Es stand 30 Wochen in den Billboard-Single-Charts, erreichte Platz 2 (Jukebox) und bereitete den großen Plattenfirmen in diesem Jahr des Streiks der Musicians’ Union ein leichtes Dilemma.                                                                         |
| Benny Strong & his Orchestra                                                                    | That Certain Party Walter Donaldson, Gus Kahn                                                                              | 11.09.1948    | 14     | 12 | Tower 1271         | Der einzige nationale Top-10-Rekord für Sänger und Bandleader Strong war diese Wiederbelebung des Hits der Roaring 20s. Der Song war in dieser Ära in der Version des Russo-FioRito Oriole Orchestra (Victor) populär. |
| Swing and Sway with Sammy Kaye, Vocal Refrain by Don Cornell, The Kaydets & Choir               | Serenade of the Bells Kay Twomey, Al Goodhart, Alfred Urbano                                                               | 27.12.1947    | 11     | 3  | Victor 20-2372     | Auch Gene Autry, Kay Kyser (mit Harry Babbitt & the Campus Kids), Tony Martin, Bob Houston und Jo Stafford nahmen den Song 1947 auf. |
| Swing and Sway with Sammy Kaye, Vocal Refrain by Don Cornell & the Three Kaydets                | Tell Me a Story Maurice Seigler, Larry Stock                                                                               | 15.05.1948    | 9      | 11 | Victor 20-2761     | |
| Swing and Sway with Sammy Kaye, Vocal Refrain by the Three Kaydets                              | Baby Face Benny Davis, Harry Akst                                                                                          | 05.06.1948    | 4      | 17 | Victor 20-2879     | |
| Swing and Sway with Sammy Kaye, Vocal Refrain by the Three Kaydets                              | Lavender Blue (Dilly Dilly) (From Walt Disney's "So Dear to My Heart") Larry Morey, Eliot Daniel                           | 11.12.1948    | 3      | 12 | Victor 20-3100     | Version des Stückes aus der Walt-Disney-Produktion So Dear to My Heart. |
| The Three Suns, Vocal Refrain by Male Quartet & Artie Dunn                                      | I'm Looking Over a Four Leaf Clover Mort Dixon, Harry Woods                                                                | 06.03.1948    | 4      | 13 | Victor 20-2688     | Obwohl der Three Suns-Organist Artie Dunn für seine Instrumentalaufnahmen am besten in Erinnerung geblieben ist, war er bei mehreren Hits mit einer Stimme vertreten, hier in Begleitung eines männlichen Quartetts. Der Song erschien auch in Versionen von Art Mooney, Russ Morgan und der Uptown String Band. |
| Al Trace & his Orchestra, Vocal by Bob Vincent                                                  | You Call Everybody Darlin‘ Ben Trace, Sam Martin, Clem Watts                                                               | 26.06.1948    | 22     | 1  | Regent 117         | |
| The Unnatural Seven, Vocal by Karen Tedder & Enrohtwah                                          | Serutan Yob (A Song for Backward Boys and Girls Under 40) Eden Ahbez                                                       | 09.10.1948    | 4      | 24 | Capitol 15 210     | Wegen des Aufnahmeverbots von 1948 ist Karen Tedder, die Sängerin, das einzige Mitglied der Natural Seven. Der größte Teil des Restes (einschließlich Soundeffekten) wird vom Discjockey Jim Hawthorne zur Verfügung gestellt. Der Song hat viele seiner In-Witze und Markenzeichen (Hogan, Skippy, Peachy Keen etc.). Es werden nur Spielzeug oder verrückte Instrumente verwendet wie Kazoo, Ukulele, Pappkarton.                                               |
| Sarah Vaughan with Richard Maltby & his Orchestra                                               | It's Magic (From the Warner Bros.-Picture "Romance on the High Seas") Jule Styne, Sammy Cahn                               | 14.08.1948    | 2      | 28 | Musicraft 557      | Version des Stückes aus der Warner Bros.-Produktion Zaubernächte in Rio (1948, Regie Michael Curtiz, Busby Berkeley), in dem er Song von Doris Day vorgestellt wird. |
| Anne Vincent with Orchestral Accompaniment                                                      | You Call Everybody Darlin‘ Ben Trace, Sam Martin, Clem Watts                                                               | 31.07.1948    | 12     | 13 | Mercury 5155       | |
| Paula Watson                                                                                    | A Little Bird Told Me Harvey O. Brooks                                                                                     | 04.12.1948    | 4      | 14 | Supreme 1507       | |
| Jerry Wayne with Rhythm Accompaniment                                                           | You Call Everybody Darling Sam Martin, Ben Trace, Clem Watts                                                               | 18.09.1948    | 2      | 25 | Columbia 38 286    | „You Call Everybody Darlin’“ war 1948 ein Hit für The Andrews Sisters, Al Trace und für Jack Smith & the Clark Sisters |
| Margaret Whiting with Orchestra                                                                 | A Tree in the Meadow Billy Reid                                                                                            | 17.07.1948    | 23     | 1  | Capitol 15 122     | |
| Margaret Whiting & the Crew Chiefs with Orchestral Accompaniment                                | Far Away Places Joan Whitney, Alex Kramer                                                                                  | 25.12.1948    | 1      | 27 | Capitol 15 278     | Far Away Places wurde in populären Aufnahmen von Bing Crosby mit dem Ken Darby Choir, von Margaret Whiting mit den Crew Chiefs, von Perry Como und von Dinah Shore vorgestellt. |
| Margaret Whiting with Frank De Vol & his Orchestra                                              | Now Is the Hour (Maori Farewell Song) Maewa Kaihau, Clement Scott, Dorothy Stewart                                         | 21.02.1948    | 8      | 8  | Capitol 15 024     | |
| Tex Williams with Orchestra                                                                     | Life Gits Tee-Jus, Don't It? Carson Robison                                                                                | 04.12.1948    | 1      | 27 | Capitol 15 271     | |
| Frankie Yankovic & his Yanks, Vocal Chorus by Johnny Pecon                                      | Just Because Bob Shelton, Joe Shelton                                                                                      | 22.05.1948    | 6      | 14 | Capitol 38 072     | |